# Myotis frater
Myotis frater är en fladdermusart som beskrevs av Glover Morrill Allen 1923. Myotis frater ingår i släktet Myotis och familjen läderlappar. IUCN kategoriserar arten globalt som otillräckligt studerad. Inga underarter finns listade i Catalogue of Life. Wilson & Reeder (2005) skiljer mellan fyra underarter.
Denna fladdermus förekommer med flera från varandra skilda populationer i östra Asien. Den kan hittas i ryska Sibirien, på Koreahalvön, i östra Kina och i Japan. Arten vilar bland annat i byggnader, i grottor, i bergssprickor eller i bambustjälkar. Ibland bildas kolonier med upp till 100 medlemmar.